# Papilio glaucus
Papilio glaucus Linnaeus, 1758 è un lepidottero diurno diffuso nell'America settentrionale e centrale. È una delle farfalle più comuni degli stati Uniti dell'est, dove è diffusa in molti habitat differenti. Vola dalla primavera all'autunno, durante il quale depone le uova dalle due alle tre volte. Gli adulti si nutrono del nettare di molte specie di fiori, principalmente da quelle delle famiglie delle Apocynaceae, Asteraceae, e Fabaceae. P. glaucus ha un'apertura alare di 7,9-14 cm. L'insetto è dimorfico: il maschio è di colore giallo con quattro strisce di colore nero su entrambe le ali anteriori, la femmina può essere sia gialla che nera.
Le uova, di colore verde, vengono deposte singolarmente su piante della famiglia delle Magnoliaceae e Rosaceae. I bruchi, alla nascita sono marroni e bianchi; quando si sviluppano diventano verdi con due ocelli sul torace, di colore nero, giallo e blu. Diventano poi marroni prima di impuparsi. Raggiunge la lunghezza di 5,5 cm. La crisalide varia dal biancastro al marrone scuro. L'ibernazione si verifica in questa fase nei luoghi con mesi invernali freddi.
La tigre orientale a coda di rondine è la farfalla nazionale dell'Alabama (nonché mascotte di stato), del Delaware, Georgia, Carolina del Nord e Carolina del Sud, ed è l'insetto di stato della Virginia.

## Descrizione

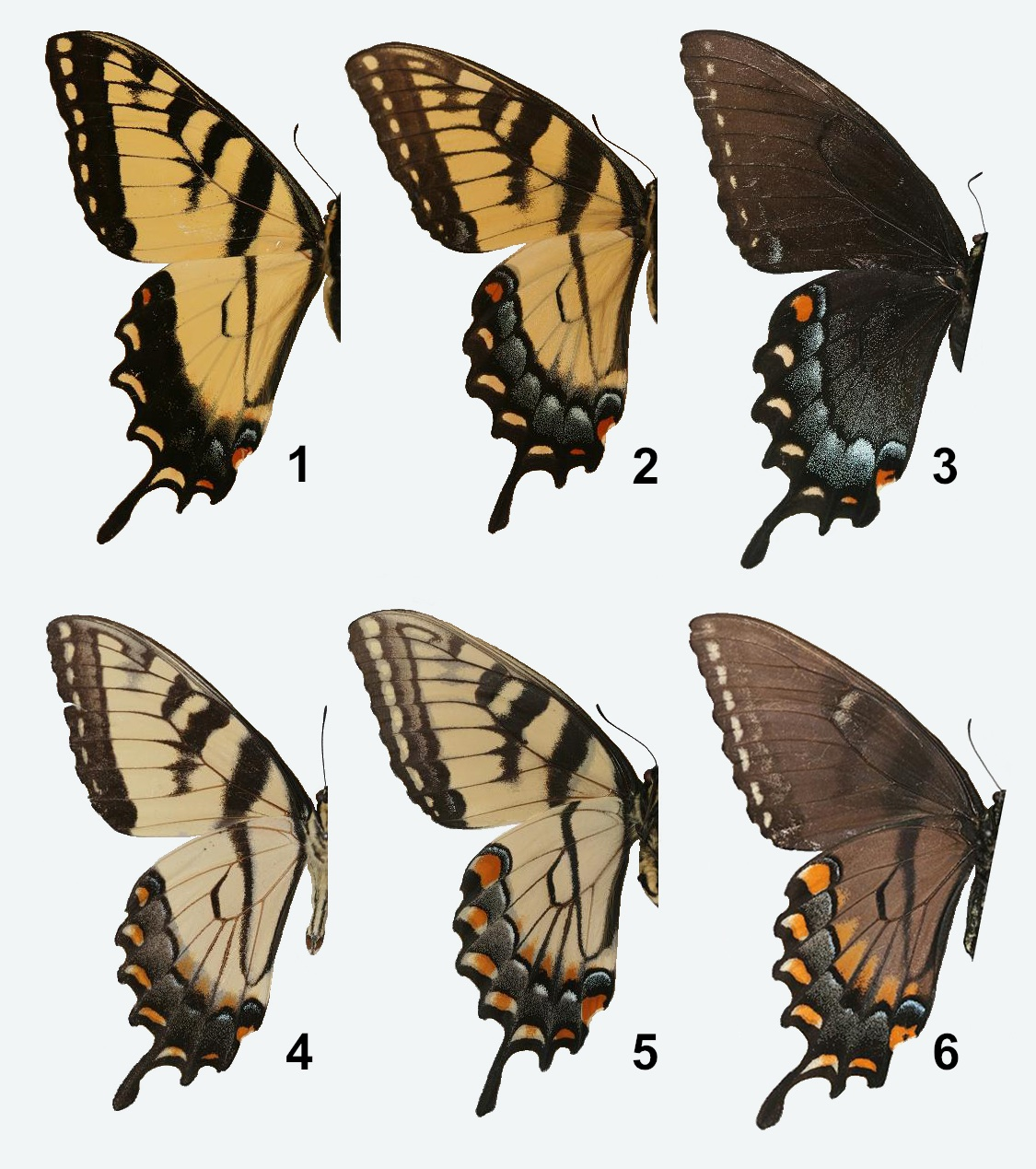
1. Dorsale maschile; 2. Dorsale femminile; 3. Dorsale femminile (forma scura); 4. Ventrale maschile; 5. Ventrale femminile; 6. Ventrale femminile (forma scura)

L'apertura alare varia da un minimo di 7.9 cm a un massimo di 14 cm, le femmine sono tendenzialmente le più grandi. Gli esemplari del sud sono più grandi di quelli del nord. I maschi sono gialli con quattro strisce nere, simili alla colorazione della tigre, su ogni ala anteriore. Il margine esterno dell'ala è nero con una serie di puntini gialli. Il margine interno dell'ala posteriore è caratterizzato da macchie rosse e nere. Il margine ventrale dell'ala anteriore presenta una fila di punti gialli, che è presente in entrambi i sessi e viene usata per distinguere P. glaucus da specie affini.
Le femmine sono dimorfiche. La forma gialla differisce dal maschio in quanto ha un'area postmediana blu sul retro dorsale. Nella forma scura, le aree che normalmente sono gialle vengono sostituite con grigio scuro o nero. L'area postmediana bluastra, sul retro dell'ala ventrale posteriore, ha una fila di macchie arancioni.
P. glaucus è una delle poche specie di papilionidae nota per produrre individui ginandromorfi. La maggior parte dei ginandromorfi bilaterali sono ibridi di P. glaucus e P. canadensis, e vengono rinvenuti nell'areale di sovrapposizione delle due specie. Individui soggetti a mosaicismo sono presenti nella parte centrale del loro areale.

## Tassonomia
Il primo disegno noto di una farfalla del Nord America era di una tigre orientale a coda di rondine. Fu disegnato da John White nel 1587, durante la terza spedizione di Sir Walter Raleigh in Virginia. White chiamò il suo disegno "Mamankanois" che si crede essere una parola dei nativi americani per "farfalla". Questa specie fu successivamente descritta da Carl Linnaeus nella sua decima edizione di of Systema Naturae nel 1758.
La tigre orientale a coda di rondine era precedentemente considerata una singola specie, diffusa nel Canada settentrionale e negli Stati Uniti orientali. Nel 1991, la sottospecie Papilio glaucus canadensis è stata elevata a livello di specie, riducendo così l'areale di P. glaucus a sud del Canada. Nel 2002, un'altra specie strettamente imparentata, P. appalachiensis, è stata descritta da H. Pavulaan e David M. Wright, autoctona degli Appalachi meridionali. Queste due specie possono essere distinte da P. glaucus per dimensione: P. canadensis è più piccolo e P. appalachiensis è più grande. Inoltre, queste due specie, hanno anche una linea gialla lungo il margine dell'ala anteriore ventrale.
Tra le specie simili per la femmina scura di P. glaucus vi sono Battus philenor, Papilio troilus e Papilio polyxenes. B. philenor differisce dalla forma scura di P. glaucus per la fila di macchie di colore chiaro su ciascun margine dell'ala. P. troilus è più verdastro, e ha due file di macchie arancioni sulla parte posteriore ventrale. P. polyxenes è più piccolo e l'ala posteriore ventrale ha due file di macchie giallo-arancio.

## Distribuzione e habitat
P. glaucus è diffusa nell'est degli Stati Uniti dal Vermont meridionale alla Florida occidentale, dal Texas orientale alle Grandi Pianure. È comune in tutto il suo areale, sebbene sia più raro nel sud della Florida e completamente assente nelle Florida Keys. Nel 1932 un singolo esemplare fu rinvenuto nella contea di Wicklow, in Irlanda. Si ritiene che sia stata un'introduzione accidentale dal Nord America.
P. glaucus può essere trovata nei luoghi con alberi caducifoglie. Tra gli habitat tipici si trovano foreste, campi, fiumi, torrenti, cigli della strada e giardini. Vagabonda tra parchi cittadini e cortili urbani. Dato che si è adattato a molti habitat e piante ospiti differenti, P. glaucus è una specie generalista e non è considerato minacciato. Papilio glaucus è ritenuto una delle specie più polifaghe tra le farfalle coda di rondine. Tuttavia, rispetto a Papilio canadensis, nelle aree di compresenza delle due specie, P. glaucus sopravvive con difficoltà in quanto non si adatta all'ambiente ricco di Populus tremuloides. Il tasso di sopravvivenza della specie in queste condizioni è circa del 15%.
Gli adulti sono visibili dalla primavera all'autunno, anche se il periodo esatto varia in base alla zona. Al sud sono presenti da febbraio a novembre; al nord da maggio a settembre. P. glaucus produce due covate al nord e tre nel sud. Le prime covate generano gli adulti di dimensioni minori.

## Comportamento

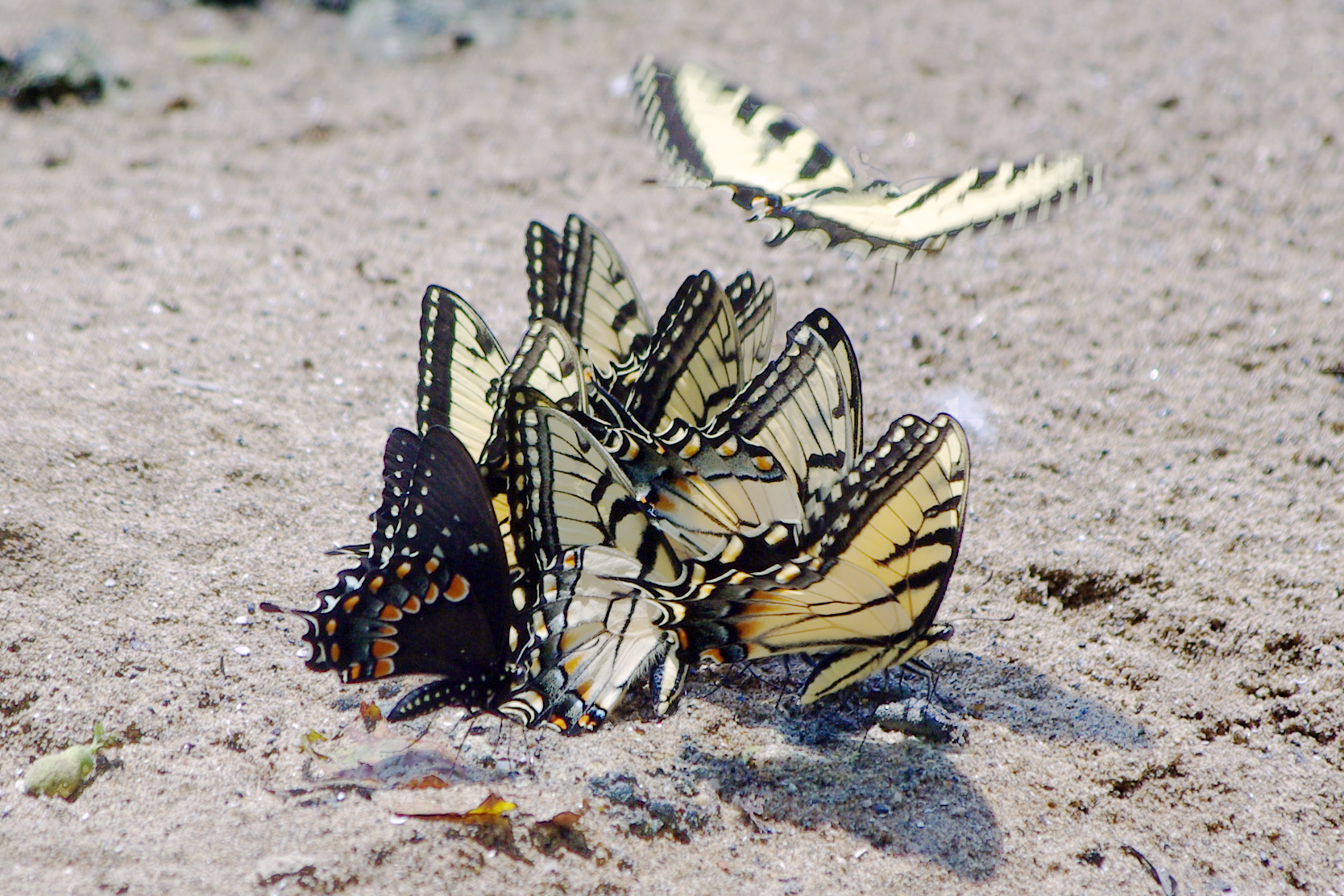
Un gruppo di maschi durante il puddling

Gli esemplari di tigre orientale a coda di rondine sono diurni e tipicamente solitari. Gli adulti sono noti per volare molto alto, tipicamente sopra la chioma degli alberi. I maschi ricercano le femmine pattugliando gli habitat che contengono le piante ospiti della larva. Durante il corteggiamento, il maschio e la femmina volano uno dietro l'altra prima di atterrare e accoppiarsi.
Gli adulti si nutrono di una vasta gamma di cibi e prediligono il nettare di piante robuste con fiori rossi o rosa. Molte specie delle famiglie delle Apocynaceae, Asteraceae e Fabaceae sono scelte come risorse di nettare. I maschi partecipano ad un rituale chiamato puddling, nel quale si aggregano nel fango, pozzanghere o ghiaia umida. Da queste fonti estraggono gli ioni sodio e amminoacidi, necessari per la riproduzione. I maschi che incorrono in questo comportamento sono tipicamente rinvigoriti. Anche le femmine adottano questo comportamento, ma non si aggregano tra loro. Occasionalmente gli adulti si nutrono di letame, carogne e urina.
Papilio glaucus è probabilmente la più polifaga di tutte le oltre 560 specie di farfalle a coda di rondine nel mondo.

## Ciclo di vita
La farfalla può avere una o due generazioni al nord, mentre al sud possono averne tre. I vari stadi del ciclo hanno le seguenti durate:
- Uova - Possono servire dai tre ai cinque giorni perché le uova si schiudano.
- Larva - Il bruco attraversa cinque stadi.
- Pupa - Lo stadio di crisalide dura dai nove agli undici giorni.

### Uova

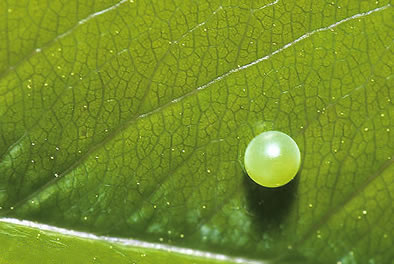
Uovo

Le femmine depongono le uova singolarmente sulle foglie della pianta ospite, prediligendo piante vicino a risorse di nettare. Le uova sono rotonde e verdi, cambiando colore durante lo sviluppo in verde-giallastro con puntini rossi. Le dimensioni delle uova sono di 0.8 millimetri in altezza e 1.2 millimetri in larghezza. Necessitano da 4 a 10 giorni per schiudersi.

### Bruco

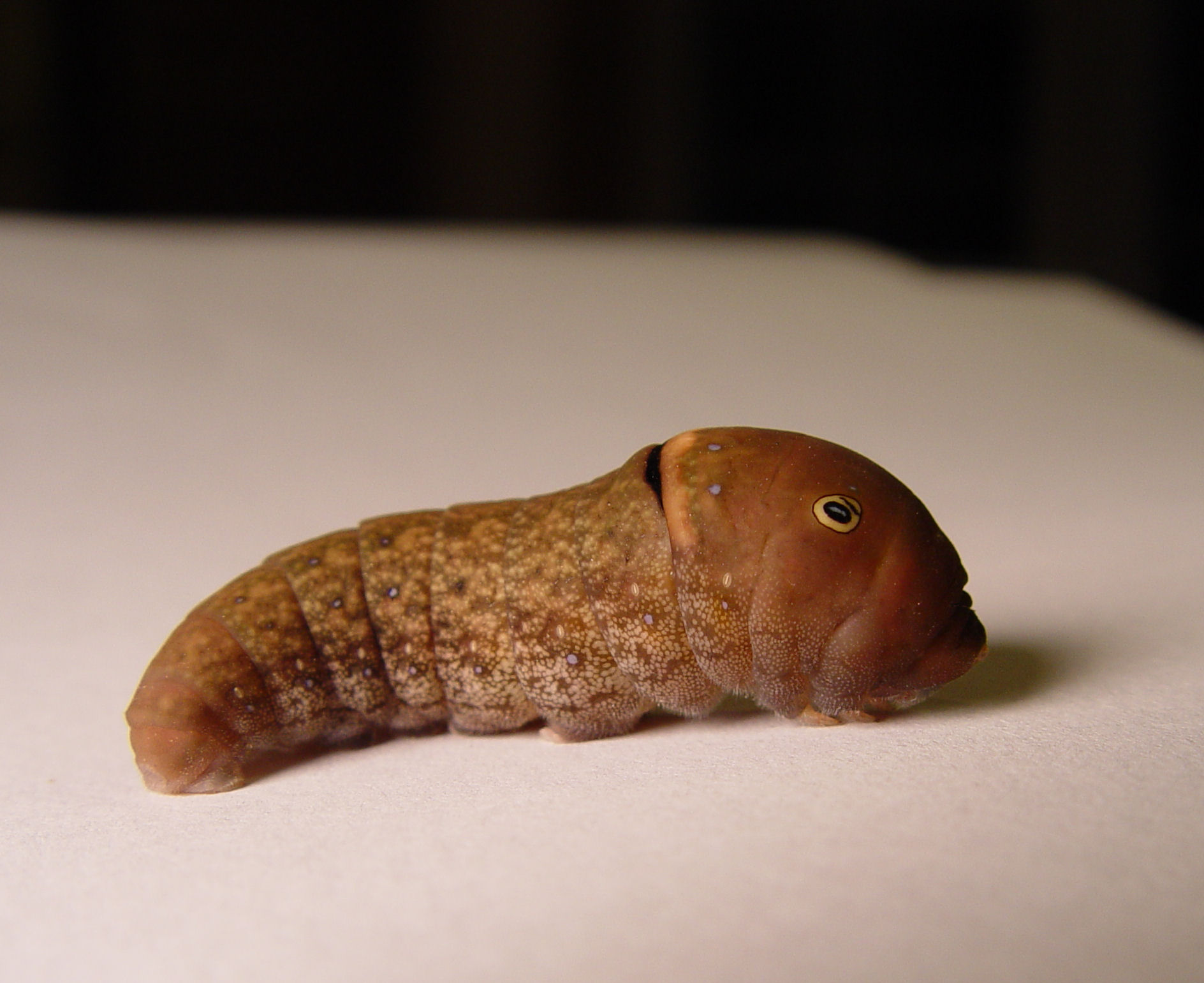
Quinto stadio del bruco, poco prima di impuparsi

Il bruco mangia le foglie delle piante ospiti. Si riposa avvolgendosi in una foglia, incollando le estremità con la seta. I primi tre stadi sono marroni. Sull'addome è presente una grande macchia bianca, detta sella. Dopo la muta al quarto stadio, il bruco assume una colorazione verde. Il torace rigonfio presenta due ocelli neri, gialli e blu, di dimensioni minori rispetto a quelli presenti nel bruco di P. troilus, molto simile. Una striscia trasversale gialla e nera si estende tra il primo e il secondo segmento addominale, e quando il bruco è rilassato è nascosta tra le pieghe dei segmenti. L'addome presenta delle punteggiature trasversali azzurre. Prima di impuparsi, il bruco diventa marrone scuro e raggiunge una lunghezza di 5,5 cm (2,2 in). Il bruco di P. glaucus è impossibile da distinguere da quelli di P. canadensis e P. appalacchiensis.

### Crisalide

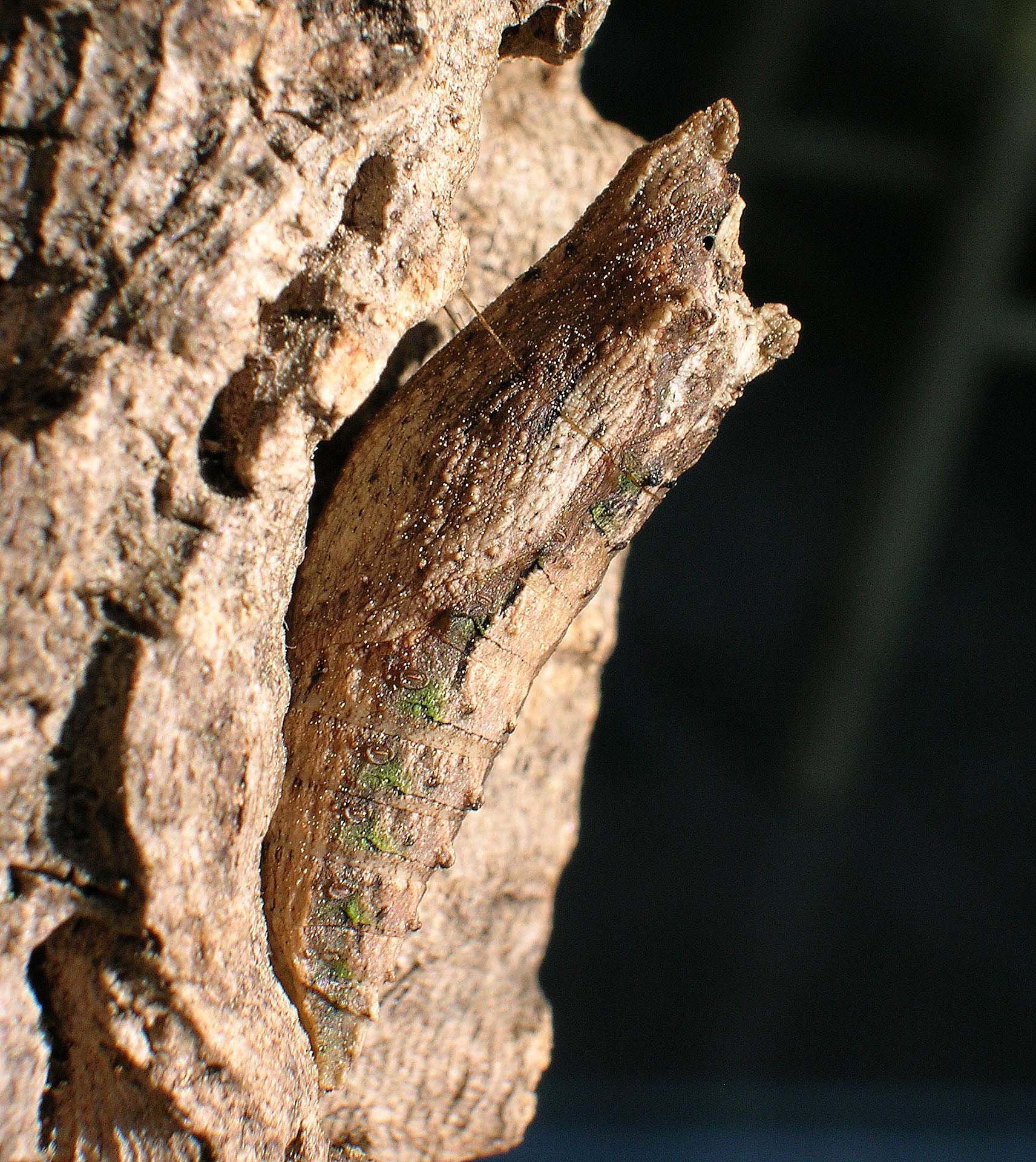
Una crisalide mimetizzata

La crisalide misura 3,2 centimetri. Viene appesa alle superfici grazie a un'imbragatura di seta ancorata al torace e un cuscinetto di seta alla base. La crisalide varia di colore, dal bianco sporco al marrone scuro, spesso macchiata di verde e marrone scuro. Le crisalidi di colore più chiaro hanno spesso una striscia scura lungo ciascun lato del corpo. Sono presenti due protuberanze a forma di corno sulla testa e una sul torace. Le crisalidi di P. glaucus possono essere trovate in vari luoghi, ma si trovano comunemente su tronchi d'albero, paletti di recinzione e nel fogliame. Va in letargo in luoghi con inverni freddi.

### Piante ospiti

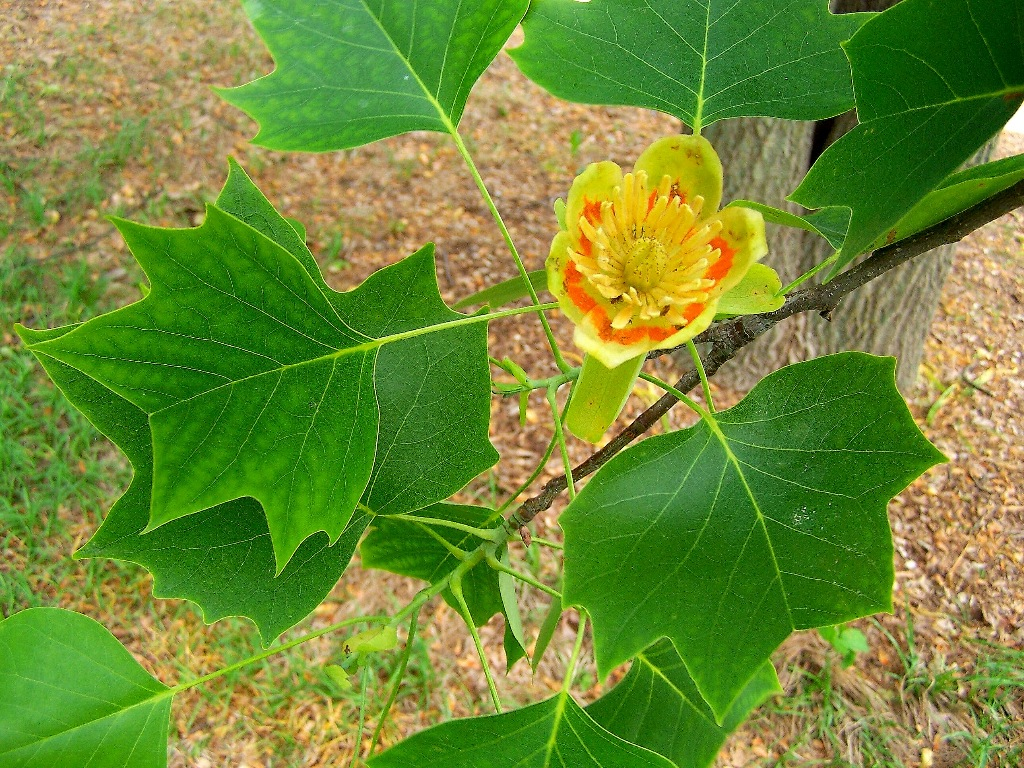
Foglie di Liriodendron tulipifera, una delle numerose piante ospiti di P. glaucus

Il bruco si nutre di piante ospiti appartenenti a varie famiglie. Piante comunemente sfruttate appartengono alle Magnoliaceae e alle Rosaceae, come ad esempio l'albero dei tulipani (Liriodendron tulipifera), la magnolia virginiana (Magnolia virginiana) e il ciliegio tardivo (Prunus serotina). Si nutre anche di altre piante della famiglia delle Rosacee, oltre a piante appartenenti alle Lauraceae, Oleaceae, Rutaceae, e Tilioideae.
Pioppi (Populus sect. Populus), betulle (Betula) e salici (Salix) erano considerate piante ospiti dalla letteratura tradizionale, ma in realtà vengono usate da P. canadensis. Altre piante ospiti di P. glaucus sono:
- Ciliegio tardivo (Prunus serotina)
- Frassini (Fraxinus)
- Pioppi (Populus)
- Olmo di Samaria (Ptelea trifoliata)
- Lillà comune (Syringa vulgaris)
- Magnolia virginiana (Magnolia virginiana)
- Albero dei tulipani (Liriodendron tulipifera)
- Salix (Salix)[24]

## Difesa contro i predatori

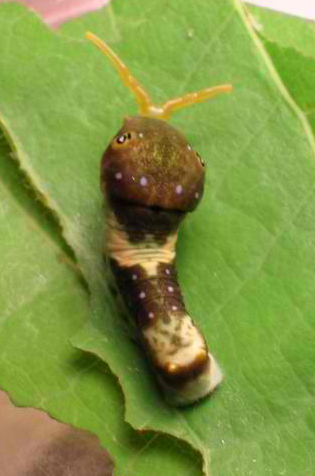
Bruco con l'osmeterio estroflesso

Le prime tre fasi del bruco richiamano, per colore, gli escrementi di uccelli, colorazione che aiuta la difesa dai predatori. Nelle successive metamorfosi, gli ocelli che appaiono sul torace servono per scoraggiare gli uccelli. Come tutti gli esemplari della famiglia delle Papilionidae, il bruco di P. glaucus possiede un osmeterio, un organo carnoso, di colore arancione, che emette un terpene maleodorante per respingere i predatori. Tipicamente nascosto, l'osmeterio è situato nel primo segmento del torace e può essere estroflesso quando il bruco si sente minacciato. La combinazione di ocelli e osmeterio rende il bruco somigliante ad un serpente.
Dato che gli adulti sono appetibili ai predatori, le femmine della forma scura impiegano il mimetismo batesiano per proteggersi dai vertebrati predatori, imitando la velenosa coda di rondine blu. Le femmine di colore scuro sono più diffuse al sud, dove prolifera anche B. philenor.